# Dragon Ball Z: Budokai Tenkaichi
Dragon Ball Z: Budokai Tenkaichi-serien, oprindeligt udgivet som Dragon Ball Z: Sparking! (ドラゴンボールZ Sparking! Doragon Bōru Zetto Supākingu!) i Japan, er en serie af kampspil baseret på animeen og mangaen Dragon Ball af Akira Toriyama. Alle spillene blev udgivet af Spike for PlayStation 2, mens de blev udgivet af Bandai i Japan og Atari i alle andre lande fra 2005 til 2007. Det andet og tredje spil blev også udgivet til Nintendo Wii. Bandai's rolle er siden blevet overtaget af det fusionerede Namco Bandai Games, og Atari's PAL-distributionsnetværk blev absorberet i Namco Bandai Partners. Namco Bandai har også taget sig af udviklingen i Nordamerika for fremtidige DBZ-spil siden, og dermed effektivt afsluttet Atari's rolle. Trilogien blev fulgt af Dragon Ball Z: Ultimate Tenkaichi, udgivet i 2011 til PlayStation 3 og Xbox 360.

## Fodnoter
1. ↑  Sinclair, Brendan (2. juli 2009). "Namco Bandai collects Dragon Ball rights". GameSpot. Arkiveret fra originalen 21. august 2009. Hentet 5. marts 2011.

| Spillekonsol | Spire Denne spillekonsolsrelaterede artikel er en spire som bør udbygges. Du er velkommen til at hjælpe Wikipedia ved at udvide den. |